# Nephtyidae
Nephtyidae zijn een familie van borstelwormen (Polychaeta) uit de orde van de Phyllodocida.

## Geslachten
De volgende geslachten zijn bij de familie ingedeeld:
- Aglaophamus Kinberg, 1866
- Inermonephtys Fauchald, 1968
- Micronephthys Friedrich, 1939
- Nephtys Cuvier, 1817
- Portelia

### Synoniemen
- Aglaopheme Kinberg, 1866 => Aglaophamus Kinberg, 1866
- Aonis Savigny, 1822 => Nephtys Cuvier, 1817
- Bipalponephtys Ravara, Wiklund, Cunha & Pleijel, 2010 => Micronephthys Friedrich, 1939
- Dentinephtys Imajima, 1987 => Nephtys Cuvier, 1817
- Nephthys => Nephtys Cuvier, 1817